# Lisa Vittozzi
Lisa Vittozzi (Pieve di Cadore, 4 de febrero de 1995) es una deportista italiana que compite en biatlón.
Participó en dos Juegos Olímpicos de Invierno, obteniendo una medalla de bronce en Pyeongchang 2018, en el relevo mixto, y el quinto lugar en Pekín 2022, en el relevo femenino.
Ganó once medallas en el Campeonato Mundial de Biatlón entre los años 2015 y 2024.

## Palmarés internacional
| Juegos Olímpicos   | Juegos Olímpicos             | Juegos Olímpicos  | Juegos Olímpicos        |
| Año                | Lugar                        | Medalla           | Prueba                  |
| ------------------ | ---------------------------- | ----------------- | ----------------------- |
| 2018               | Pyeongchang (Corea del Sur)  | Medalla de bronce | Relevo mixto            |
| Campeonato Mundial |                              |                   |                         |
| Año                | Lugar                        | Medalla           | Prueba                  |
| 2015               | Kontiolahti (Finlandia)      | Medalla de bronce | Relevo                  |
| 2019               | Östersund (Suecia)           | Medalla de plata  | Individual              |
| 2019               | Östersund (Suecia)           | Medalla de bronce | Relevo mixto            |
| 2020               | Anterselva (Italia)          | Medalla de plata  | Relevo mixto            |
| 2023               | Oberhof (Alemania)           | Medalla de oro    | Relevo                  |
| 2023               | Oberhof (Alemania)           | Medalla de plata  | Relevo mixto            |
| 2023               | Oberhof (Alemania)           | Medalla de bronce | Individual              |
| 2024               | Nové Město (República Checa) | Medalla de oro    | Individual              |
| 2024               | Nové Město (República Checa) | Medalla de plata  | Persecución             |
| 2024               | Nové Město (República Checa) | Medalla de plata  | Salida en grupo         |
| 2024               | Nové Město (República Checa) | Medalla de plata  | Relevo mixto individual |